# Schistoglossa viduata
Schistoglossa viduata är en skalbaggsart som först beskrevs av Wilhelm Ferdinand Erichson 1837.  Schistoglossa viduata ingår i släktet Schistoglossa, och familjen kortvingar. Arten är reproducerande i Sverige.